# Ciechocin (województwo kujawsko-pomorskie)
Ciechocin – wieś w Polsce położona w województwie kujawsko-pomorskim, w powiecie golubsko-dobrzyńskim, w gminie Ciechocin.
W latach 1954–1972 wieś należała do gromady Ciechocin i była siedzibą jej władz. W latach 1975–1998 miejscowość znajdowała się w granicach administracyjnych województwa toruńskiego. Miejscowość jest siedzibą gminy Ciechocin.

## Historia

### Etymologia nazwy
„Ciechocin” pojawia się po raz pierwszy w historii Polski w 1250 roku jako Chechocim lub Ciechocin. Jest to forma dzierżawcza od imienia Piechota (osada Piechoty, prawdopodobnie pierwszego zasadźcy lub zarządcy wsi). W 1259 roku pojawia się nazwa Czechocino lub Ciechocin, w 1564 roku Cechocino, a dopiero w 1784 roku Ciechocin. Interesujące jest, że od tej nazwy utworzono słowo Ciechocinek, jako młodszą wersję już istniejącej osady.

### Zarys historii
Ciechocin to gmina o historii sięgającej czasów średniowiecza. Pierwsza wzmianka o Ciechocinie pochodzi z 1242 roku, kiedy wieś została nadana biskupowi włocławskiemu. W czasach średniowiecznych wzniesiono tu zamek książąt kujawskich, który z czasem stał się własnością biskupów. Był to prosty, murowany dwór obronny, zbudowany na planie zbliżonym do kwadratu. Budowla nie miała ozdób, poza dwoma kamieniami z herbami. W latach 1331–1343 obszar gminy znajdował się w rękach Zakonu Krzyżackiego. Następnie, na mocy postanowień pokoju kaliskiego, Kazimierzowi Wielkiemu udało się w 1343 roku odzyskać Ciechocin wraz z Ziemią Dobrzyńską. W 1392 roku tereny te zostały zastawione przez Władysława Opolczyka Krzyżakom, w związku z czym ponownie znalazły się w ich rękach, by po pokoju w Raciążku w 1405 roku ponownie wrócić w granice Polski. To właśnie na zamku w Ciechocinie, 24 września 1410 roku król Władysław Jagiełło rozpuścił do domu swoje wojsko po zwycięskiej wojnie z Krzyżakami. W październiku 1410 roku na zamku biskupa włocławskiego schronił się przed pogonią krzyżacką rycerz Mikołaj z Ryńska.
Kolejne lata to czas rozkwitu, dzięki licznym przywilejom i swobodom, jakie mieszkańcom Golubia nadał Kazimierz Jagiellończyk. Zniesienie podatków i ceł przyczyniło się do rozwoju handlu. W latach 1655–1657 Ciechocin znajdował się w posiadaniu Szwedów. Niedługo później, w 1709 roku tereny dotknęła epidemia dżumy, która trwała do roku 1710. W czasach zaborów Ciechocin był wsią graniczną. Na Drwęcy przebiegała granica zaboru pruskiego i rosyjskiego, a między Ciechocinem a Elgiszewem istniało połączenie promowe. Dopiero po odzyskaniu niepodległości został zbudowany most łączący obie wsie. Po wybuchu II wojny światowej, na mocy dekretu Hitlera z 8 października 1939, Ciechocin został wcielony do Rzeszy. Zakończenie okupacji niemieckiej nastało wraz z wkroczeniem Armii Czerwonej 23 stycznia 1945.
Od 1994 w miejscowości działa firma Żywność Ekologiczna Bio Food.

## Zabytki
- Kościół parafialny rzymskokatolicki św. Małgorzaty Panny i Męczennicy z XIV w., dwukrotnie przebudowany: około XVIII w. (zakrystia i kruchta) i w 4 ćwierci XIX w.; z dwiema granitowymi kropielnicami z okresu średniowiecza i  ostrołukowym portalem. Jest to obiekt o szczątkowych cechach gotyckich zatartych podczas przebudowy, nr A/261 z 04.07.1980,
- Dwór, w miejscu dawnej wieży obronnej z XIV wieku, należący do XVIII wieku do biskupów włocławskich. Przebudowany w 1756 roku przez biskupa włocławskiego Antoniego Sebastiana Dembowskiego, co upamiętnia kamienny rokokowy kartusz z herbem Jelita. Budynek w wyniku remontów pozbawiony jest obecnie cech stylowych[6],
- Plebania murowana z początku XX wieku.

## Demografia
Według Narodowego Spisu Powszechnego (III 2011 r.) wieś liczyła 816 mieszkańców. Jest największą miejscowością gminy Ciechocin.

## Urodzeni w Ciechocinie
- Mirosław Ziętarski – polski wioślarz, brązowy medalista igrzysk olimpijskich z Paryża (2024) w czwórce podwójnej mężczyzn[7][8].
- Maksymilian Malinowski – polski działacz ruchu ludowego, propagator spółdzielczości, nauczyciel i publicysta, poseł i senator w II RP[9].